# Melanoplus birchimi
Melanoplus birchimi är en insektsart som beskrevs av Rentz, D.C.F. 1978. Melanoplus birchimi ingår i släktet Melanoplus och familjen gräshoppor. Inga underarter finns listade i Catalogue of Life.